# Reisebericht des Wenamun
Der Reisebericht des Wenamun (auch Bericht des Wenamun, Erzählung des Wenamun, Papyrus Moskau 120) ist ein im Original titelloses Werk der altägyptischen Literatur. Der Text ist in hieratischer Schrift sowie neuägyptischer Sprache geschrieben und lediglich im Papyrus Moskau 120 überliefert, den Wladimir Semjonowitsch Golenischtschew 1891 im Antiquitätenhandel erwarb und der offenbar in der Nähe des Ortes el-Hibe gefunden wurde. Die Handlung spielt in der Übergangszeit vom Neuen Reich zur Dritten Zwischenzeit (ca. 1075 v. Chr.) und spiegelt die damalige politische Situation sehr gut wider, weshalb sie auch manchmal als historische Quelle herangezogen wurde. Der tatsächliche Zeitpunkt der Niederschrift dürfte etwa 150 Jahre später anzusetzen sein, vermutlich vor dem Palästina-Feldzug von Scheschonq I.
Die Erzählung berichtet von dem Tempelbeamten Wenamun, der von Herihor, einem Hohepriester des Amun in Theben, ausgesandt wird, um in Byblos Bauholz für die Barke des Amun zu besorgen. Wenamun macht sich die Tjeker (ein Seevolk) zu Feinden und gelangt mittellos nach Byblos, wo er nicht willkommen ist. Erst ein Orakel durch einen Ekstatiker am Hof des dortigen Fürsten Tjeker-Baal gibt die Weisung, Wenamun zu empfangen. So kann er die gewünschten Hölzer doch noch besorgen. Auf der Heimfahrt begegnet er allerdings wieder den Tjekern, gerät auf der Flucht in einen Sturm und landet auf Alašija (Zypern), worauf die Erzählung abbricht.
Die Erzählung zeigt die schwindende politische Macht Ägyptens im Ausland, versucht demgegenüber aber die Macht des Gottes Amun über die Landesgrenzen hinaus zu demonstrieren. Nach der jüngsten Darstellung von Bernd U. Schipper handelt es sich um ein kunstvolles Werk, das bewusst im Spannungsfeld zwischen historischem Bericht, literarischer Erzählung und religiöser und politischer Intention angesiedelt wurde.

## Fundumstände

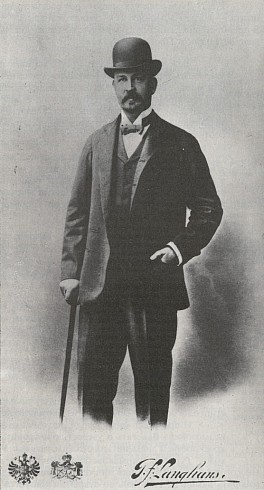
Wladimir Semjonowitsch Golenischtschew, der den Papyrus Moskau 120 erwarb

Der Papyrus mit der Geschichte Wenamuns wurde von Wladimir Semjonowitsch Golenischtschew (1856 bis 1947) 1891 im Antiquitätenhandel von Kairo erworben. Seinen Angaben nach hatten Fellachen ihn kurz zuvor zusammen mit anderen Papyrusrollen in einem irdenen Gefäß in der Nähe des Ortes el-Hibe (Teuzoi) gefunden. Die gesamte Sammlung Golenischtschews ging später in den Besitz des Puschkin-Museums über. Der besagte Papyrus trägt die Inventarnummer 120 (pMoskau 120). Die beiden anderen Texte, die mit ihm gefunden wurden, sind Papyrus Moskau 127, der sogenannte Brief des Wermai, und der Papyrus Moskau 169 mit dem sogenannten „Onomastikon des Amenope“.
Der Fundort el-Hibe liegt etwa 35 km Luftlinie südlich von Beni Suef. Dort hat man auch andere Überreste aus der 21. Dynastie bis in die koptische Zeit gefunden. Es wurde eine Festung zur Beherrschung Oberägyptens in der 21. Dynastie angelegt, die unter Scheschonq I. und Osorkon I. mit einem Tempel für den Gott Amun ausgestattet wurde, in welchem eine lokale Form des Amun („Amun-groß-an-Gebrüll“) und die thebanische Triade verehrt wurden. Inschriftlich ist die Stadt in der sogenannten el-Hibe-Korrespondenz, der Chronik des Prinzen Osorkon und dem demotischen Papyrus Rylands IX bezeugt.
Bereits Michail Alexandrowitsch Korostowzew vermutete, dass die Geschichte des Wenamun in den Archiven des Tempels von el-Hibe aufbewahrt wurde:

„Es ist natürlich, dass der Bericht oder die Geschichte des Wenamun, des Boten des Hohepriesters des Amun von Theben in Byblos, irgendwo in den Archiven des Priestertums des Amun gespeichert werden sollte. Nicht nur der Gegenstand [der Handlung] des Papyrus, sondern auch die Darstellung in seiner Ideologie weisen eine zusammengehörige Verbindung dieses Textes zur Priesterschaft des Amun auf.“

Geoffrey A. Wainwright deutete die Tatsache, dass der Papyrus des Wenamun in Teuzoi (el-Hibe) – und nicht in Theben – gefunden wurde, sogar so weit, dass sich „entweder die Archive in Teuzoi befanden, oder, wenn er den Bericht seiner Taten selbst behalten hatte, dass ein hoher Beamter wie Herihors offizieller Vertreter dort gelebt hatte und bestattet wurde.“
Natürlich kann nicht zwingend darauf geschlossen werden, dass der Text ursprünglich nach el-Hibe gehört und alle Verbindungen des Textes zu dieser Stadt bleiben Spekulation, auch auf Grund der Tatsache, dass die Erzählung nur auf einem Papyrus belegt ist. Trotzdem passt sie erstaunlich gut an diesen Ort. Es ist die Nebenresidenz der thebanischen Hohepriester und Station auf dem Weg nach Vorderasien.

## Papyrus

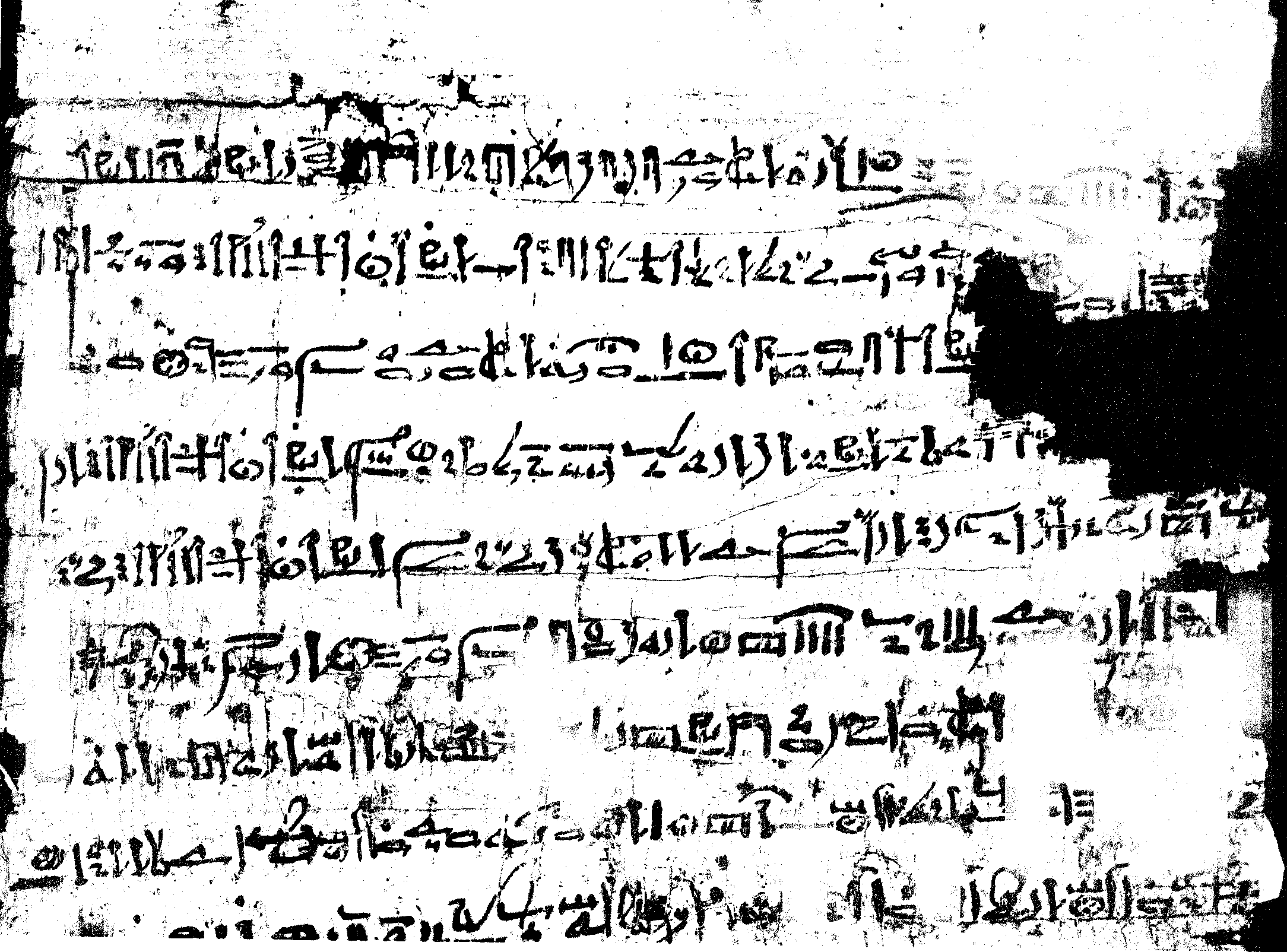
Schwarz-Weiß-Foto eines Teils der ersten Seite des Papyrus Moskau 120

Da der Papyrus aus einzelnen Fragmenten besteht, war anfangs unklar, aus wie vielen Seiten er sich zusammensetzt. Wladimir Golenischtschew ging davon aus, dass der Text aus drei Seiten bestünde, wovon man das erste Viertel und die zweite Hälfte des ersten Blattes habe. Hinzu komme das gesamte zweite Blatt und der (sehr zerzauste) Beginn des dritten Blattes. Erst Adolf Erman erkannte, dass das Stück eines vermeintlichen dritten Blattes tatsächlich in die große Lücke der ersten Seite gehört. Ermans Anordnung folgten weitgehend auch Gardiner und Korostowzew in ihren Editionen des Papyrus, und ebenso der Ägyptologe Lurje und die Papyrusrestauratoren Ibscher und Alexandrovsky. Somit ergibt sich die folgende Anordnung: I, 1-27, dann Gol.III, 1–14, dann I, x+1 bis I, x+24 und II, 1-83. Da von der ersten Seite offenbar keine Zeile fehlt, schlug Alan Gardiner eine fortlaufende Nummerierung der Zeilen vor, also: I, 1-59 und II, 1-83.
Wladimir Golenischtschew erwähnte außerdem ein kleines Papyrusfragment, das er von seinem Freund Heinrich Brugsch erhalten hatte und ebenfalls dieser Erzählung zuzuordnen sei. Später meinte er, dass es sich auf das zweite Blatt beziehe. Danach wird es allerdings nicht mehr erwähnt. Wo es sich befindet, ist unerforscht.
Aus der Beschreibung Korostowzews und Alexandrovskys geht hervor, dass die Seiten aus einzelnen, ca. 18 cm großen, mit Klebstoff verbundenen Papyrusteilen bestehen. Die Fasern des Papyrus verlaufen senkrecht zur Schreibrichtung. Auf der Rückseite der zweiten Seite, zwischen den Zeilen 1,56 und 1,48, gibt es senkrecht zu diesen zudem zwei Zeilen Text, die offenbar nichts mit der Erzählung des Wenamun gemeinsam haben.

## Datierung
Die Handlung der Erzählung spielt in der Übergangszeit vom Neuen Reich zur Dritten Zwischenzeit (Ende 20. Dynastie, Anfang 21. Dynastie). Antike Zeitangaben verweisen auf das Regierungsjahr eines Herrschers, und der Text selbst gibt als Handlungsbeginn den 16. Schemu IV (Monat April) im fünften Jahr an, allerdings ist der Herrscher nicht genannt. Von Anfang an war umstritten, auf welchen Herrscher sich diese Datumsangabe bezieht. Im Text werden Smendes I. und Herihor genannt, die sich zu Beginn der 21. Dynastie die Macht über Ägypten teilten, mit Sitz in Tanis und Theben. Der letzte König der 20. Dynastie, Ramses XI., wird nicht erwähnt. Adolf Erman und James H. Breasted meinten, dass sich die Jahresangabe trotzdem auf Ramses XI. beziehe, da Smendes I. und Herihor schon zu dessen Lebzeiten die Macht in Ägypten innehatten.
Ramses XI. versuchte vergeblich, dem Untergang des Neuen Reiches entgegenzuwirken. In seinem 19. Regierungsjahr leitete er eine Zeit der Renaissance ein, die sogenannte Wehem-mesut-Ära („Erneuerung der Geburten“). Damit sollte ein bewusster Neuanfang gesetzt werden und eine Blütezeit nach einer Zeit des Verfalls beginnen. Es ist belegt, dass zu Beginn der „Wehem-mesut-Ära“ neu datiert wurde. Dementsprechend argumentierte Hermann Kees, dass das Datum der Wenamun-Erzählung auf diese Ära verweise. Dementsprechend wäre Wenamun also im 23. Regierungsjahr von Ramses XI. zu seiner Reise aufgebrochen. Viele Ägyptologen folgten dieser Ansicht.
Jürgen von Beckerath machte gegen diese Sicht einige Einwände geltend:
- Im Text wird Tanis als Metropole im Norden genannt, nicht Pi-Ramesse, die Residenz von Ramses XI.
- Wenamun und der Byblosfürst äußern sich abfällig über einen Chaemwese. Dieser Name ist jedoch nur unter Ramses IX. und Ramses X. belegt, was gegen eine Datierung in die Zeit von Ramses XI. spricht.
- Die Bezeichnung von Chaemwese als „Mensch“ (rmṯ) erklärt sich vor dem Hintergrund des neuen Königtums der 21. Dynastie.
- Die Rede von den „anderen Großen Ägyptens“ verweist auf die Aufspaltung Ägyptens in einzelne Fürstentümer und damit auf die 21. Dynastie.

Damit bezieht sich das Jahr fünf auf die Zeit nach Ramses XI., wobei die Frage bleibt, ob nach dem regierenden Pharao Smendes datiert wird oder nach dem thebanischen Hohepriester Herihor. Je nach Einschätzung ihrer Rolle tendiert die Forschung entweder in die eine oder andere Richtung. Unabhängig davon kann man nach den aktuellen Ansätzen der ägyptischen Chronologie davon ausgehen, dass Wenamun etwa im Jahr 1065 v. Chr. zu seiner Reise aufgebrochen ist.
Die Schrift selbst wird anhand von paläografischen Untersuchungen in die 21. oder (frühe) 22. Dynastie datiert, also ca. 100–150 Jahre nach dem Zeitpunkt der Handlung. Aus inhaltlichen Gründen wird als Zeitpunkt der Niederschrift vor allem die Regierungszeit von Scheschonq I. angenommen. Ägypten verfügte unter ihm erstmals wieder über eine Zentralgewalt, und durch seinen erfolgreichen Palästina-Feldzug spielte es auch außenpolitisch wieder eine Rolle, die durch die Vorstellung von Amun-Re als König und Gott über Syrien/Palästina legitimiert wurde.
In einer literaturkritischen Analyse konnte Schipper keine ältere Vorlage herausarbeiten – der Text ist literarisch einheitlich und enthält keine Brüche oder Doppelungen. Seine historische Analyse hat aber gezeigt, dass die Ereignisse durchaus einen realen Kern gehabt haben können, womit die Frage bleibt, ob es eine mündlich erzählte Vorlage gab.

## Inhalt

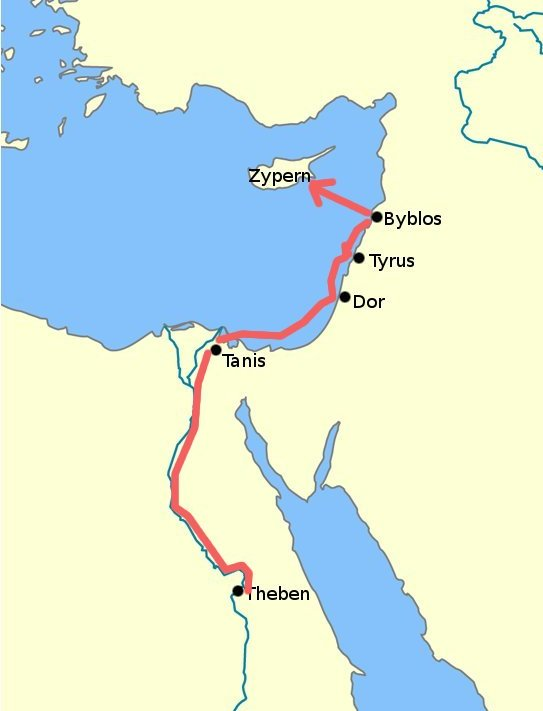
Landkarte mit der vermuteten Reiseroute Wenamuns

Herihor ist der Hohepriester des Gottes Amun in der Stadt Theben. Er sendet Wenamun aus, um Bauholz für die Barke des Amun zu holen. Zunächst begibt Wenamun sich nach Tanis zum Regenten Smendes I. und dessen Gemahlin Tanotamun. Nach einer mehrmonatigen Wartezeit wird er am Neujahrstag 1. Achet I (Monat Februar) des Folgejahres mit Schiff und Schiffsmannschaft ausgerüstet, damit er ins große syrische Meer ausfahren kann.
Als erstes gelangt Wenamun nach Der, einer Hafenstadt der Tjeker, einem Seevolk. Dort empfängt ihn ein Stadtfürst namens Bedjer, während ein Besatzungsmitglied Wenamuns Gold und Silber stiehlt und flieht. Wenamun erbittet von Fürst Bedjer Schadensersatz. Der Fürst jedoch weist darauf hin, dass der Dieb zu Wenamuns eigener Schiffsmannschaft gehört. Er bietet Wenamun aber für einige Tage seine Gastfreundschaft an, um den Dieb suchen zu lassen. Nach neun Tagen Wartezeit beklagt sich Wenamun wegen der erfolglosen Suche erneut beim Fürsten und reist weiter. Die folgenden Zeilen sind aufgrund der starken Zerstörung des Papyrus nur schwer verständlich. Als sich Wenamun der Stadt Byblos nähert, raubt er offenbar von einem Schiff der Tjeker Silber; er will es so lange behalten, bis sein eigenes Geld wiedergefunden sei. Damit macht sich Wenamun allerdings die Tjeker zu Feinden. Auch ist unklar, was mit Wenamuns Schiff passiert ist, da in der Folge nicht mehr davon die Rede ist.

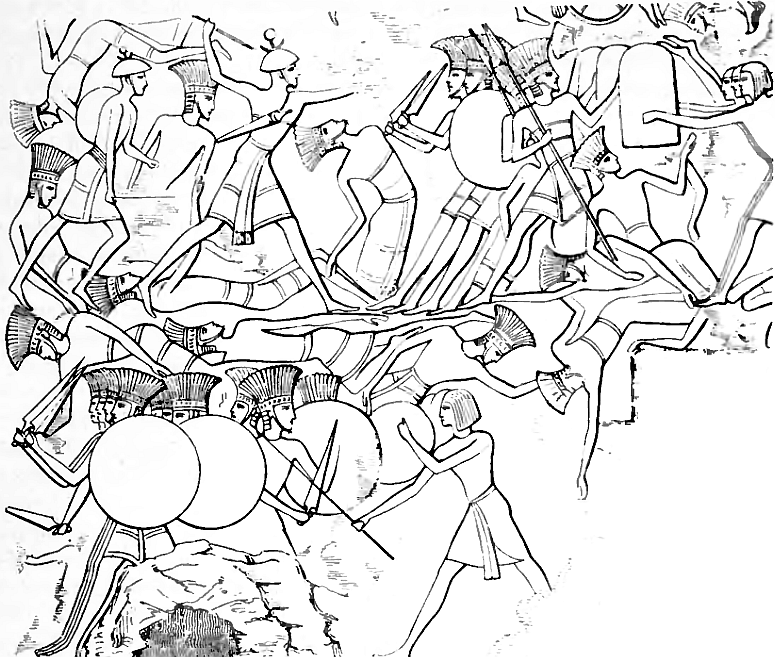
Wenamun hat sich Tjeker zu Feinden gemacht. Hier sind sie in einer Seevölkerschlacht von Ramses III. in Medinet Habu dargestellt. Sie tragen die markante „Schilfblatt-Kopftracht“.

Im Hafen von Byblos schlägt Wenamun am 1. Peret I (Monat Juni) sein Zelt an der Meeresküste auf. Er versteckt das erbeutete Geld sowie eine Amun-Statuette, die er mit sich führt, an einem sicheren Ort. Hier wartet er 29 Tage lang auf ein Schiff, das nach Ägypten fährt. Tjeker-Baal, der Fürst von Byblos, ist nicht erfreut über seine Anwesenheit und lässt ihm täglich ausrichten: „Verschwinde aus meinem Hafen!“ So ist Wenamun offensichtlich in seiner Mission gescheitert.
Endlich findet Wenamun ein Schiff nach Ägypten. Doch da ereignet sich bei einer Opferzeremonie des Fürsten Tjeker-Baal, dass der Gott Amun Macht über einen Ekstatiker ergreift. Amun lässt ihn zum Fürsten sagen, dass er Wenamun nicht abreisen lassen dürfe, sondern die Amun-Statuette herbringen müsse, denn Amun selbst sei es, der Wenamun gesandt hat. So erhält Wenamun am 1. Peret II (Monat Juli) doch noch die Gelegenheit, sein Anliegen beim Fürsten vorzutragen. Wenamun erklärt außerdem, dass zwischenzeitlich volle fünf Monate seit seiner Abreise aus Tanis vergangen sind.

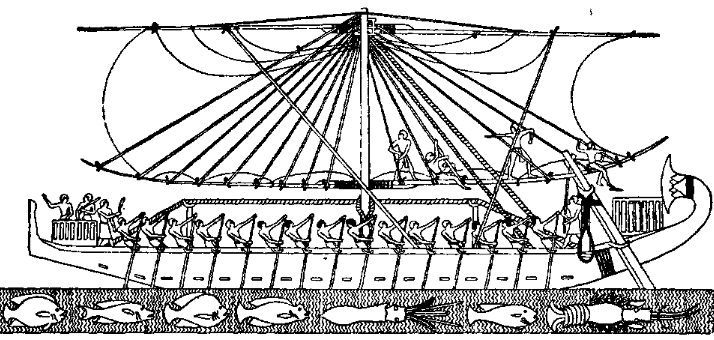
Darstellung eines Hochseeschiffs aus dem Totentempel der Hatschepsut (Neues Reich)

Es kommt zu zähen Verhandlungen. Tjeker-Baal nimmt Wenamun zunächst nicht ernst und erkennt außerdem die ägyptischen Herrscher nicht als die seinen an. Wenamun aber verweist auf die Allmacht Amuns. Sein Auftrag gehe auf ein Gottesorakel des Amun zurück. Der geforderte Kaufpreis für die Hölzer sei schließlich rein materiell, weitaus kostbarer sei das, was Amun anzubieten hat: die ideellen Werte Leben und Gesundheit.
Am Ende geht Tjeker-Baal – wenn auch nicht ohne materiellen Gegenwert – doch noch auf den Handel ein. Wenamun sendet einen Boten zu Smendes und Tanotamun, die daraufhin aus Ägypten die erforderlichen Zahlungsmittel bringen. Tjeker-Baal lässt die Hölzer vorbereiten und in den Hafen bringen. Zu diesem Zeitpunkt sind bereits fast zwei Jahre seit der Abreise Wenamuns vergangen: „Kannst du nicht die Zugvögel sehen, die schon zweimal nach Ägypten hinabgezogen sind? Schau sie doch an, wie sie nach Qebehu ziehen“. Als Wenamun zum Meer zurückgeht, um endlich nach Ägypten zurückzukehren, erblickt er elf Schiffe der Tjeker, die den Auftrag haben, ihn zu verhaften.
Der Fürst Tjeker-Baal lässt eine Ratsversammlung mit den Tjekern einberufen und erklärt ihnen, dass er Wenamun nicht inmitten seines Landes verhaften lassen könne. Er lasse Wenamun aussenden, erst dann dürften sie ihn auf offener See verhaften. Wenamun entgeht aber der Verhaftung, und der Wind verschlägt ihn nach Alašija (Zypern). Die Bewohner des Landes wollen ihn töten, doch es gelingt ihm, zu Hatiba, der Fürstin der Stadt, durchzudringen. Mit guten Argumenten bringt er sie dazu, sein Leben zu verschonen. Die Fürstin lässt daraufhin die Leute tadeln, die Wenamun bedroht hatten. Der Text endet an dieser Stelle ziemlich abrupt mit den Worten „leg dich hin“ / „lebe wohl“.

## Historischer Hintergrund

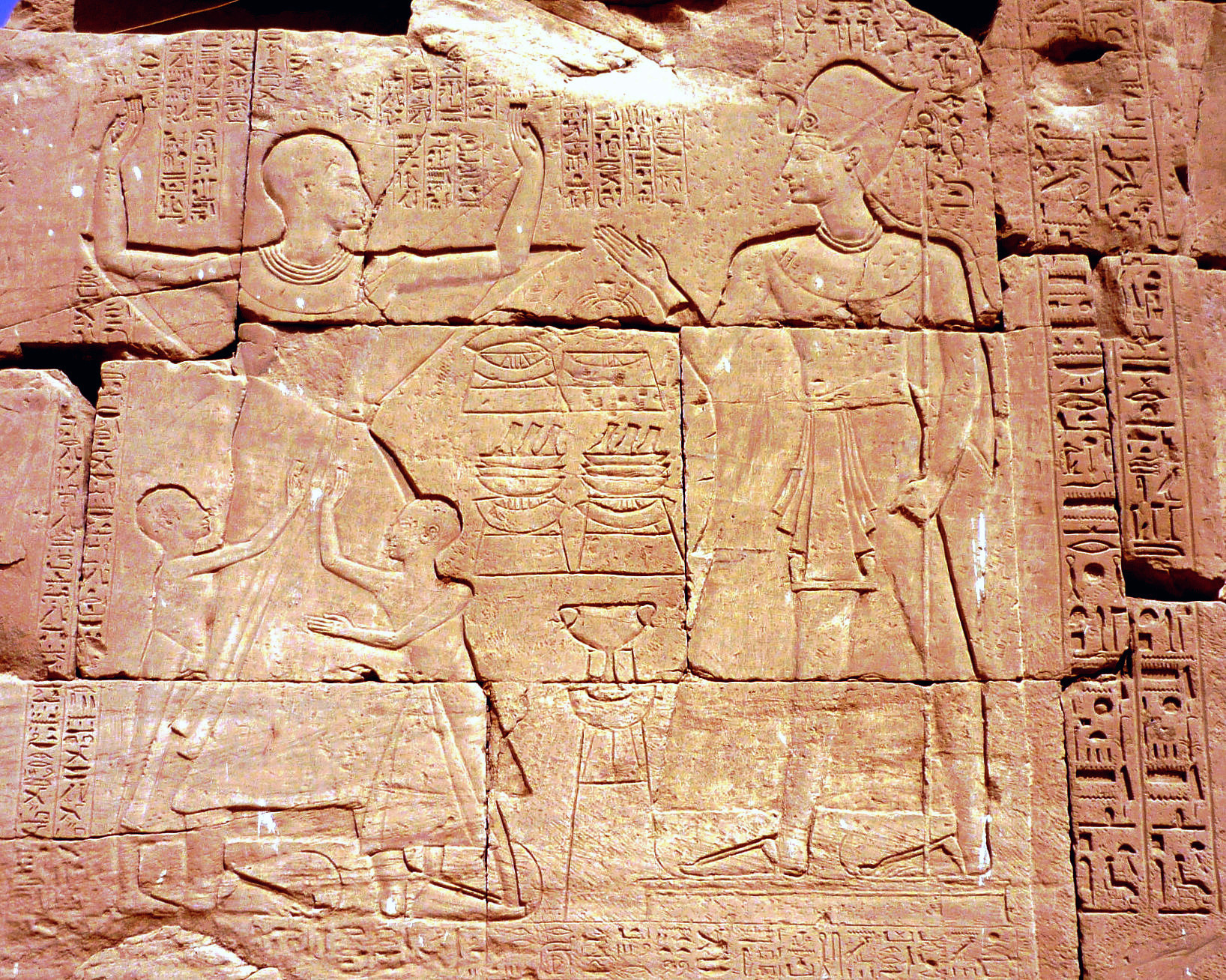
Amenhotep, Hohepriester des Amun, und Ramses XI. in einer Darstellung im Karnaktempel

Die Erzählung des Wenamun spielt in der Übergangszeit vom Neuen Reich zur Dritten Zwischenzeit und spiegelt die politische Situation dieser Zeit sehr genau wider, weshalb sie schon oft als historische Quelle herangezogen wurde.
Unter der Regierung Ramses’ XI. haben sich die Unruhen in Theben, welche sich in den vorherigen Jahrzehnten entwickelt haben, verstärkt: Probleme mit räuberischen libyschen Stämmen, Hungersnot, Grabräuberei, Diebstahl in Tempeln und Palästen und sogar bürgerkriegsartige Zustände. Mit Hilfe des Vizekönigs von Nubien, Panehsi und nubischer Söldner konnte Ramses XI. die Unruhen in Theben zwar beenden, jedoch kam es dabei zu Kompetenzstreitigkeiten zwischen Panehsi und dem Hohepriester des Amun, Amenophis, woraus ein Krieg entstand, der sich bis nach Pi-Ramesse ausweitete. Ramses XI. schickte den General Pianch nach Theben und Panehsi konnte zurück nach Nubien getrieben werden. Der König versuchte einen Neuanfang einzuleiten, eine Renaissance-Ära (Wehem-mesut-Ära), die sich auch in der Jahreszählung verdeutlichte: „Der König gründete eine ‚Wiederholung der Schöpfung‘, bei der das Jahr 19 von Ramses XI. das Jahr 1 der Renaissance wurde, aber jede Bemühung in diesem marodierten Staat war vergebens.“ Ein eindrucksvoller Beleg für die schrumpfende Macht des ägyptischen Königs und den zunehmenden Machtanspruch der Hohepriester des Amun in Theben sind die Reliefdarstellungen dieser Zeit im Karnak-Tempel. In diesen ist der Hohepriester Amenophis in gleicher Größe wie der König Ramses XI. dargestellt, was in früheren Zeiten undenkbar gewesen wäre.

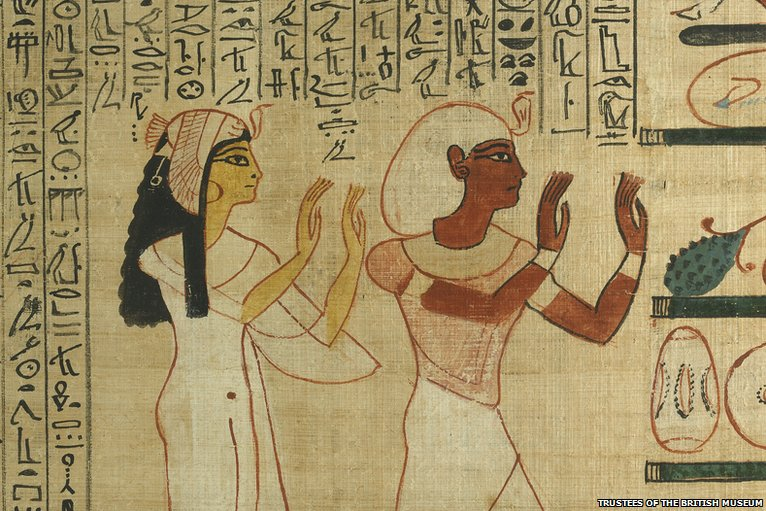
Herihor und seine Frau Nodjmet beten Osiris an, Totenbuchdarstellung

In Theben wurde Pianch Hohepriester des Amun und nach seinem Tod sein Schwiegersohn Herihor, welcher nach dem Tod Ramses XI. sogar königliche Titel annahm. Im Norden des Landes bestieg Smendes I. den Thron und mit diesen zwei Männern beginnt die 21. Dynastie. Diese Situation findet man auch in der Erzählung des Wenamun vor, in welcher Theben von Herihor und Tanis von Smendes beherrscht wird. Die Thebais (und in der Theorie eigentlich ganz Ägypten) galt als Besitz des Amun. Eduard Meyer spricht von einem Gottesstaat des Amon von Theben. Auf einer Stele des Herihor an der Eingangstür zum Innern des Chons-Tempels in Karnak wird der offizielle Hergang dieses Übergangs angegeben, worin es heißt, dass durch das Eingreifen des Gottes Amun an Stelle des Königsregiments das des Hohepriesters getreten ist.
Die Erzählung zeigt auch die Verhältnisse im Seehandel dieser Zeit, bei dem einzelne seefahrende Gruppen, sogenannte Seevölker, den Handel kontrollierten. Es fand eine Regionalisierung und „Demokratisierung“ des Seehandels statt, das heißt, der Handel war kein königliches Privileg mehr, sondern jeder seefahrenden Gruppe offen. Er war in mehrere kleinere Handelsräume aufgespalten. Insbesondere die Insel Zypern gewann im Seehandel an Bedeutung. Michal Artzy bezeichnet die Seevölker als „nomads of the sea“, eine Gruppe von Händlern, die eine wichtige Rolle im spätbronzezeitlichen Fernhandel spielten. Mit dem Zusammenbruch des ökonomischen Systems Ende der Spätbronzezeit gingen die Seevölker vermutlich mehr und mehr zur Piraterie über, wodurch jenes Bild über sie entstand, das die ägyptischen und altorientalischen Quellen widerspiegeln. Über die Herkunft der Seevölker ist sich die Forschung nicht einig, möglich wären der mykenisch-ägäische  Bereich oder das mykenisch beeinflusste Anatolien.

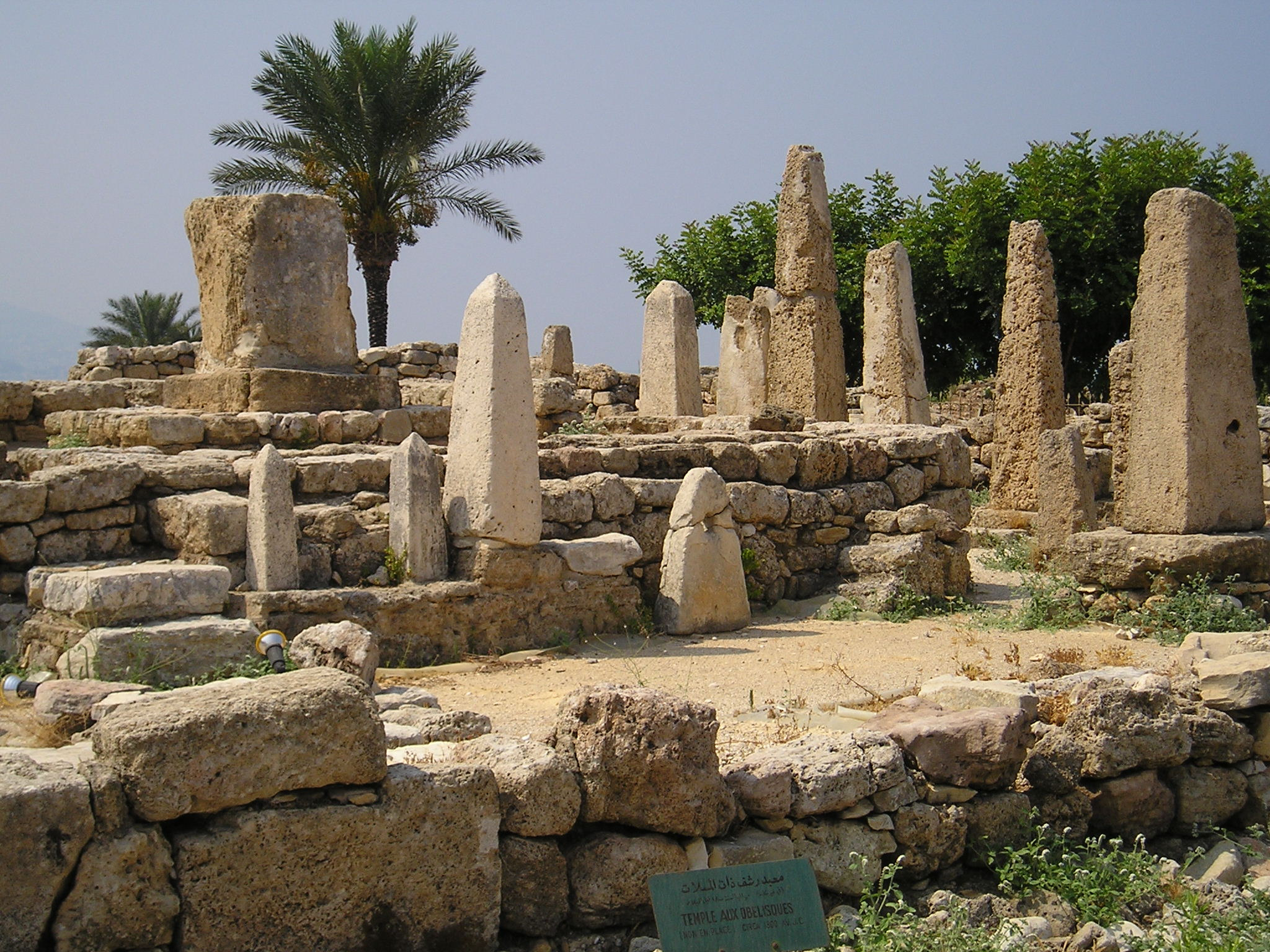
Tempel der Obelisken in der Stadt Byblos, in der Wenamun Bauholz für die Barke des Amun besorgt

In Bezug auf Ägypten hatte die Stadt Byblos eine hohe Bedeutung als Handelszentrum. Seit dem Alten Reich bestanden enge Handelskontakte zwischen Ägypten und Byblos, insbesondere war Byblos ein wichtiger Holz-Lieferant. Aus dieser Handelsbeziehung wurde schließlich eine politische Abhängigkeit. Die Stadtkönige von Byblos waren Vasallen der ägyptischen Pharaonen, schrieben sogar ihre Namen in ägyptischen Hieroglyphen und trugen ägyptische Titel. Thutmosis III. ließ in Byblos einen Hathortempel errichten. Auch die Amarna-Korrespondenz macht die engen Beziehungen zu Ägypten sichtbar. Aus den archäologischen Funden und Befunden aus Byblos lässt sich aufgrund der ungenauen Stratigraphie nur schwer feststellen, welche Bedeutung die Stadt am Übergang der Spätbronzezeit zur Eisenzeit I hatte und wie stark die Kontakte nach Ägypten waren. Funde von ägyptischen Königsstatuen von Scheschonq I., Osorkon I. und Osorkon II. lassen aber vermuten, dass die politische Bedeutung der Stadt als überregionale Handelsmetropole anhielt.
Während der gesamten 21. Dynastie bestand das Gegenüber von thebanischen Hohepriestern und tanitischen Pharaonen. Erst Scheschonq I., der Begründer der 22. Dynastie, konnte Ägypten innenpolitisch wieder vereinen, indem er mit geschickter Personalpolitik die Priesterschaft von Theben unter Kontrolle zu bringen vermochte. Wie vermutlich schon die tanitischen Könige der 21. Dynastie stammte Scheschonq I. von einer Volksgruppe ab, die gegen Ende des Neuen Reiches von Libyen aus nach Ägypten eindrang. Erstmals spielte unter ihm Ägypten außenpolitisch wieder eine Rolle. In den letzten Regierungsjahren unternahm er einen erfolgreichen Feldzug nach Syrien/Palästina. Dabei ging es vermutlich um die Kontrolle der Handelswege, aber auch darum, die traditionellen Ansprüche Ägyptens auf dieses Gebiet realpolitisch umzusetzen. Im religiösen Bereich wird dieser Anspruch mit dem Gott Amun-Re verbunden, was gut zur Intention der Wenamun-Erzählung passt.
Benjamin Sass hält es für möglich, dass die Beschreibungen der levantischen Küste in der Wenamun-Erzählung anachronistisch sind, das heißt, dass sie nicht die Verhältnisse zur Zeit der Handlung, sondern zur Zeit der Abfassung widerspiegeln, also etwa 150 Jahre später. So könnte die Stadt Dor zur Zeit von Scheschonq I. noch stark unter dem Einfluss der Tjeker gestanden haben, was neuere C14-Daten belegen.

## Sprache und Stil
In Inhalt, Form und Stil wirkt die Geschichte des Wenamun, zum Beispiel im Vergleich zur Geschichte des Sinuhe, schlicht und glanzlos. Sie unterscheidet sich stilistisch von den meisten anderen ägyptischen Erzählungen und wirkt auf der Oberfläche realistisch in der Darstellung von Ereignissen, weswegen sie oft als Kopie eines offiziellen Rechenschaftsberichts statt einer Arbeit, die frei erfunden wurde, angesehen wurde. Die Sprache ist reines Neuägyptisch.
Format, Anordnung von Titeln, Namen des Beamten, Datierungen und die eingebauten Warenlisten erinnern an Akten aus ägyptischen Kanzleien. Inhaltlich hat die Erzählung auch manches mit Berichten von Auslandserfahrungen von Beamten gemeinsam, die diese zur Ehre ihrer Herrscher und auf Denkmalsteinen im Expeditionsgebiet aufgezeichnet haben.

„Aber die geistreichen Dialoge, die weit mehr Raum einnehmen als die Schilderung der Fakten, und liebevoll ausgemalte Einzelzüge […] gehören nicht in einen nüchternen Tatsachenbericht. […] Besonders in den abwechslungsreich gestalteten Wechselreden, steht die Geschichte des Wen-Amun einer Gruppe von Erzählungen des NR nahe, die, wie sie, Neuägyptisch, das heißt in der zeitgenössischen Umgangssprache, geschrieben sind und verschiedene Themen aus Mythologie und Geschichte freimütig und zum Teil humorvoll behandeln, um ein gebildetes Publikum zu unterhalten.“

Die Ereignisse werden meist in der 1. Person, aus der Sicht Wenamuns, geschildert, allerdings wird dieser Blickwinkel nicht strikt eingehalten. Bei manchen Geschehnissen war der Protagonist nicht zugegen und es ist unklar, wie er von diesen erfahren hat.
In der Textart lässt sich die Erzählung des Wenamun mit einer Reihe weiterer neuägyptischer Erzählungen wie dem Zweibrüdermärchen, dem Kampf zwischen Horus und Seth oder der Prinzengeschichte den Prosatexten zuordnen, die sich durch „Phänomene wie für die ‚lingua provorsa‘ typische Satzeinleitungen wie ˁḥˁ.n sḏm.n=f, wn.jn sḏm.n=f (i.e. Dann hörte er...) o. ä., durch starke Unterschiede in der Zahl der syntaktischen Elemente und damit der Satzlängen, durch die Verwendung vor allem finiter Verbalformen, u. ä.“ auszeichnen. Ein Prosatext definiert sich hauptsächlich durch das Fehlen von verskonstruierenden Elementen und die kunstvolle Form offenbart sich gerade auch bei Wenamun bei der Analyse des
Gesamttextes.
Helmut Satzinger machte die Entdeckung, dass sich viele ungelöste grammatikalische Probleme aus Passagen ergeben, die von Nicht-Ägyptern gesprochen wurden. Nach einer Analyse kam er zum Schluss, dass man in der Wenamun-Erzählung möglicherweise den einzigartigen Fall vorfindet, dass die Ausländer durch ihre typische ausländische Sprechweise imitiert wurden:

„Er [der Autor] ließ sie [die Ausländer] genau jene sprachlichen Flüchtigkeitsfehler machen, wie sie ein Zuhörer oder Leser von ihnen erwartete, wie falsche Pronomen und falsche Verbformen. Natürlich ermüdete er den Zuhörer/Leser nicht, indem er nicht dauernd damit fortfährt – nur hie und da, als meisterhafter Kunstgriff um die Aufmerksamkeit und Reaktion des Lesers zu erhaschen.“

Allerdings stieß diese These auf eher ablehnende Haltung unter Ägyptologen.

## Einzelfragen

### Der Ekstatiker von Byblos
Viele Interpretationsansätze hat die Figur des Ekstatikers am Hof des Byblosfürsten hervorgerufen. Dieser Beleg für ekstatisches Sehertum hat in der ägyptischen Literatur keine Parallele. Er wird als ˁḏd ˁ3 bezeichnet, was wörtlich übersetzt „großer Junge“ heißt. Viele Übersetzungen und Bearbeitungen bleiben in der Nähe dieser wörtlichen Übersetzung.
Da diese Episode in den Bereich des syrischen Prophetismus führt, suchen neuere Untersuchungen auch die Bezeichnung für den Ekstatiker mit Begriffen aus diesem Raum zu erklären. Diese beziehen sich hauptsächlich auf die aramäische ZKR-Inschrift von Hamath, in der ein Seher erwähnt wird, der dort den Titel ˁdd trägt; Ähnliches lässt sich auch in den Mari-Briefen belegen.
Zwar ist ˁḏd nicht die korrekte ägyptische Transkription vom semitischen ˁdd, da ägyptisches ḏ nicht d, sondern z/s entspricht, aber womöglich wurde der Begriff in Anlehnung an das Wort „Knabe“ ägyptisiert. Die Hinzufügung von ˁ3 („groß“) dient vielleicht dazu, das Missverständnis auszuschließen, es handle sich um ein Kind.
Allerdings deutet die Verwendung des Determinativs des „sitzenden Kinds mit Hand am Mund“ darauf, dass es sich um junge Menschen handelte.
Die größte Sammlung von prophetischen Dokumenten stammt aus dem Stadtstaat Mari aus der altbabylonischen Periode, das heißt aus dem 18. Jh. v. Chr. Sie umfasst 50 Briefe, in denen Prophetenworte zitiert werden. Die Mari-Briefe berichten auch von prophetischen Auftritten in Aleppo und Babylon. Der zweitgrößte Korpus dieser Prophetie stammt aus den assyrischen Staatsarchiven der Ruinen von Ninive, der assyrischen Hauptstadt. Dieses neuassyrische Prophetiekorpus aus dem 7. Jh. v. Chr. besteht aus elf Tontafeln mit insgesamt 29 einzelnen Prophetenorakeln an die Könige Asarhaddon (681–669 v. Chr.) und Assurbanipal (668–627 v. Chr.). Die meisten dieser Orakel sind in der Situation entstanden, dass eine Herrschaft gefährdet war und besonderer Legitimation beziehungsweise der Unterstützung eines Gottes bedurfte.

### Der Schatten des Pharao
Besonderes Interesse hat in der Forschung die Passage II,45-II,47 mit dem „Schatten des Pharao“ hervorgerufen: Nachdem die Hölzer für Wenamun bereitgestellt sind, kommt es zu einem erneuten Treffen zwischen ihm und Tjeker-Baal. Wenamun tritt so nah an ihn heran, dass der Schatten des Lotusblattes des Tjeker-Baal auf Wenamun fällt. Ein Diener des Fürsten tritt dazwischen mit den Worten: „Der Schatten des Pharao – er lebe, sei heil und gesund –, deines Herrn, ist auf dich gefallen.“ Der Fürst wird darüber ärgerlich und sagt: „Lass ihn doch!“
Adolf Erman deutete die Stelle als einen Witz des Dieners. Darauf aufbauend sah H. Bauer darin ein Wortspiel mit dem phönizischen Wort für „Zweig, Palmzweig, Wedel“ und schlug deshalb vor: „der Schatten seines Wedels“ ist auf ihn gefallen. Adolf Leo Oppenheim sah in der Passage mesopotamisch-assyrische Vorstellungen, etwa die des „barmherzigen Schattens des Königs“ und dass der, der sich im Schatten des Königs aufhält, besondere Privilegien genießt. Eyre hielt die Stelle für eine ironische Passage. Grundsätzlich ist es allerdings schwierig, in einem Text einer anderen Sprache feine, ironische Anspielungen zu erkennen. Man läuft Gefahr, in Klischees zu interpretieren und nach Stereotypen zu lesen.
Verzichtet man auf die Annahme eines Wortwitzes, ergibt sich eine andere Bedeutung. Der Schatten einer Gottheit ist im Alten Orient mit einer schützenden und bewahrenden Wirkung verbunden. Sie ist fester Bestandteil der altorientalischen Königsideologie. Damit meint die Textstelle nach Schipper nichts anderes, als dass Wenamun unter den Schutz des „Pharao“ gerät. Die Bezeichnung als Pharao bringt nur zum Ausdruck, dass Wenamun unter ganz besonderem Schutz steht und meint nicht die Qualifikation des Fürsten als Pharao.

### Fehlendes Ende

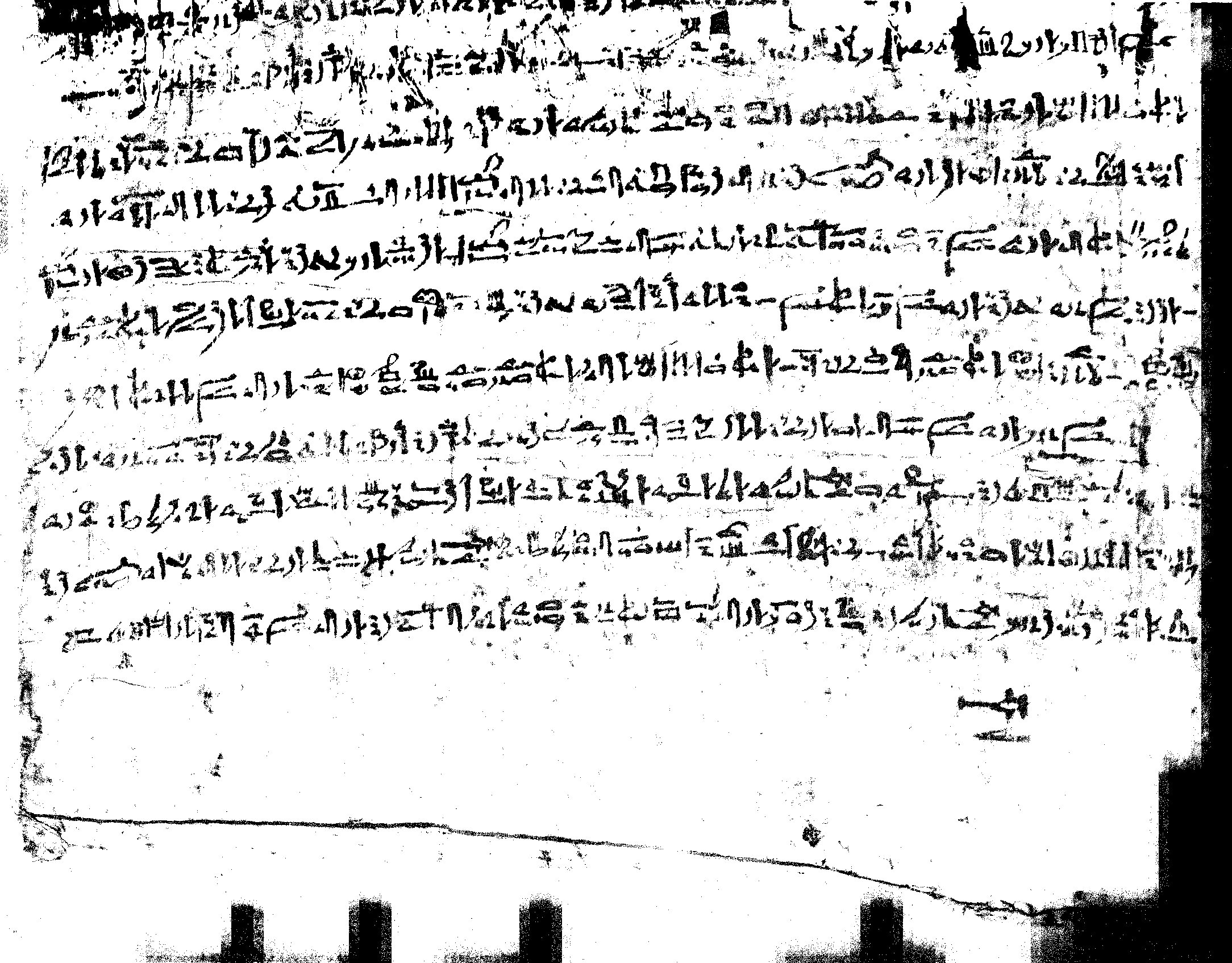
Letzte Seite des Papyrus Moskau 120

Allgemein wurde angenommen, dass eine dritte Seite des Papyrus mit dem Ende der Erzählung fehlt. Auf jeden Fall erstaunt das knappe Ende einer so umfangreichen Erzählung. So vermutet Elke Blumenthal, dass vermutlich noch von „weiteren Abenteuern des Helden und von seiner Rückkehr nach Ägypten berichtet wurde“. Bernd U. Schipper hält es auch für möglich, dass dieses Ende bezweckt wurde, da „die Probleme gelöst sind und es ist klar, dass Wenamun wieder heil nach Ägypten gelangt“ womit es sich um ein Stück Literatur handelt, „das bewusst offen gehalten ist, um so dem Leser die Möglichkeit zu geben, die Geschichte weiterzuerzählen und sie sich damit zu eigen zu machen“. Ähnlich sieht es Friedrich Haller: „Ein Schlusssatz von der glücklichen Heimkehr, wenn man ihn denn vermisste, hätte leicht auf dem Papyrus Platz gefunden. Warum sollte der Schreiber, welcher die recht lange Geschichte (ab)geschrieben, ausgerechnet kurz vor Schluss den Pinsel niedergelegt haben?“

## Interpretationen

### Historizität und Fiktionalität

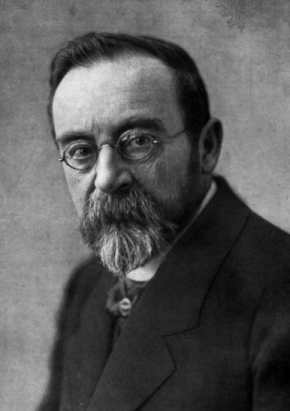
Adolf Erman, einer der ersten Bearbeiter und Übersetzer der Erzählung, hielt sie noch für einen Tatsachenbericht

Seit Beginn der Erforschung des Textes gingen die Ansichten über Historizität und Fiktionalität weit auseinander und schon früh war ein breites Spektrum an Interpretationsansätzen vorhanden. So war lange Zeit die zentrale Frage, ob es sich um einen realen Tatsachenbericht oder um ein fiktionales Literaturwerk handelt. Adolf Erman und W. Max Müller sahen 1900 den Text noch als Tatsachenbericht mit geringem literarischen Charakter, als Original oder eine aktenmäßige Kopie eines Berichts, in dem sich Wenamun für seinen ungenügenden Erfolg des Unternehmens rechtfertigen wollte.

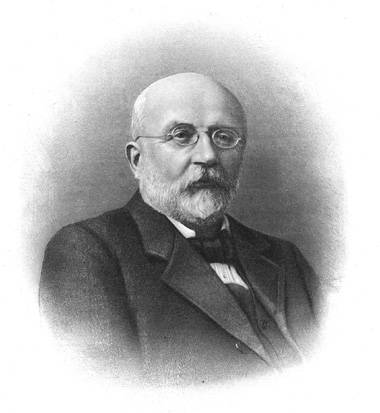
Gaston Maspero hielt die Erzählung bereits für einen literarischen Text

Bereits 1906 beantwortete Alfred Wiedemann die Frage des literarischen Charakters völlig anders und hielt den Text für erdichtete Literatur und eine Abenteuererzählung. Auch Gaston Maspero folgte dieser Ansicht und wies auf die Bedeutung des Gottes Amun hin.
Jaroslav Černý verwies 1952 auf zwei Punkte, die für ein administratives Dokument sprechen: Die nicht-literarische Sprache und die Schreibrichtung quer zu den Fasern des Papyrus. Viele Ägyptologen folgten darauf dieser Ansicht und die Erzählung wurde deshalb oft als historische Hauptquelle herangezogen.
Elke Blumenthal beurteilte den literarischen Charakter 1982 wieder anders:

„Wahrscheinlich sind die Dialoge literarische Fiktion, vielleicht sogar die Gestalt des Wen-Amun frei erfunden, aber die Erfahrungen, die hier beschrieben werden, sind zweifellos von ägyptischen Reisenden gemacht worden, und so enthält die Erzählung in ihren Grundzügen mehr historische Wahrheit als die Erfolgsmeldungen der offiziellen Reiseberichte und als die politische Geschichtsschreibung, die Handelsbeziehungen zu Vasallitätsverhältnissen und Waren zu Tributen umdeutete.“

Insbesondere Wolfgang Helck bezweifelte 1986 Černýs Argumente und in der Folge wurde der Text wieder größtenteils als literarisch angesehen: Dass der Text nach Art eines Verwaltungstextes geschrieben ist, verbirgt nicht seinen literarischen Charakter. Trotz der guten Kenntnisse der damaligen syrischen Verhältnisse wäre dies der einzige größere Text, der einen auf realen Geschehnissen basierenden Bericht überliefert. So ist zum Beispiel auch Die Geschichte von Sinuhe ein politischer Text. Außerdem wurde der Papyrus mit der Wenamun-Erzählung nicht als Teil eines offiziellen Archives, sondern eher in einer kleinen Bibliothek gefunden.
Allgemein ist es für Antonio Loprieno Zeichen fiktionaler Schöpfung, wenn ein Text außerhalb seines vorgegebenen Rahmens auftritt – so erscheint zum Beispiel die Geschichte von Sinuhe, die sich als autobiographische Grabinschrift präsentiert, außerhalb des Grab-Kontextes und auch der Wenamun-Erzählung fehlt ein direkter Bezug zur Administration, da sie zusammen mit zwei weiteren literarischen Papyri gefunden wurde.
John Baines hielt 1999 eine Gattungszuordnung des Textes aufgrund der Schreibrichtung nicht für möglich, sah aber die Tatsache, dass der Papyrus auf zusammengeklebten Stücken geschrieben wurde, als untypisch für ein administratives Dokument: Das „größte Unterscheidungsmerkmal bei der Art der Inschrift scheint die Verwendung von verschiedenen separaten Papyrusstücken anstatt einer einzelnen Rolle zu sein. Das ist nicht die normale Gewohnheit bei offiziellen Dokumenten.“
Trotzdem kann nicht ausgeschlossen werden, dass die Erzählung auf tatsächlichen Begebenheiten beruht und etwa eine mündlich erzählte Vorlage literarisch ausgebaut wurde. So belegt eine Inschrift des Herihor im Chonstempel im Karnak-Tempel, dass in der Zeit der Wehem-mesut-Ära Ramses XI. tatsächlich eine neue Barke für den Gott Amun aus Zedernholz des Libanon gebaut wurde. Im Papyrus Berlin 10494 der Late Ramesside Letters, der vermutlich ins Jahr 2 der Wehem-mesut-Ära datiert, wird eine Person namens Wenamun aufgelistet, wobei der Name exakt so geschrieben ist wie in der Wenamun-Erzählung. Der Text erwähnt, dass Wenamun unter der Aufsicht des Betehamun stand, der wiederum in enger Verbindung mit Herihor stand. Damit könnte der in der Liste genannte Wenamun tatsächlich der Gesandte gewesen sein, der von Herihor ausgeschickt wurde.
In der russischen Forschung wurde hauptsächlich die Ansicht vertreten, dass es sich um eine Erzählung handele, der reale Geschehnisse zu Grunde liegen, die nachträglich ausgeschmückt wurden.

### Reisemotiv und Auslandserfahrung
Antonio Loprieno untersuchte das Verhältnis zwischen den beiden Polen gesellschaftlicher Erwartung und individueller Erfahrung anhand des Auslandsmotivs und sieht das Ausland als die Hauptkomponente in der Erzählung des Wenamun (und für das ausgehende Neue Reich überhaupt), an der sich die Sinnkrise Ägyptens ablesen lässt: „nicht nur nimmt das Ausland an der Erzählung teil, sondern es prägt sie unmittelbar“. In der post-ramessidischen Zeit ist das Ausland die Variable, „an der die ägyptische Sinnwelt ihre eigene Krise ablesen und konstatieren kann“, so verlautbart Wenamun „durch seine demütigende Erfahrung im Libanon literarisch das Ausmaß der sozialen und politischen Krise der ägyptischen Sinnwelt“.
Gerald Moers ordnete die Wenamun-Erzählung der Gattung der „Reiseliteratur“ zu, in der der „Typ des Wanderers und Seefahrers, in der ersten Person subjunktiv und unvermittelt von eigenen Erlebnissen und Erfahrungen“ berichtet. Diese Gattung stellte er dem größeren Teil der ägyptischen Erzählungen gegenüber, in welchen der Autor in der 3. Person schildert und meist nur erzählend am Geschehen teil hat. Sie beschränkt sich auf wenige Werke wie Die Geschichte von Sinuhe, den Brief des Wermai, die Geschichte des Schiffbrüchigen und die Erzählung des Wenamun. Hans-Werner Fischer-Elfert hält den Begriff „Reiseliteratur“ für unangebracht, da der Held nicht auf eigene Initiative handelt und nicht reist, um fremde Orte und Gegenden kennenzulernen. Trotzdem dürften nach seiner Meinung Reiseberichte von Heimkehrern aus der Levante auf die Erzählung eingewirkt haben.
Nach Gerald Moers unterscheidet sich die Funktion des Auslands als „Schema der Reflexion“ in der Sinuhe-Erzählung deutlich von jener in der Wenamun-Erzählung. Im Unterschied zu Sinuhe, der ins Ausland flieht, um im Spiegelbild des Auslands seine Identität als Ägypter zu erfahren, und erfolgreich zurückkehrt, erleidet Wenamun einen Identitätsverlust. Wenamun erreicht nicht mehr den Punkt, von dem er aufbrach; Ausgangspunkt und Ziel seiner Reise sind nicht mehr identisch.

### Religiös-politische Botschaft

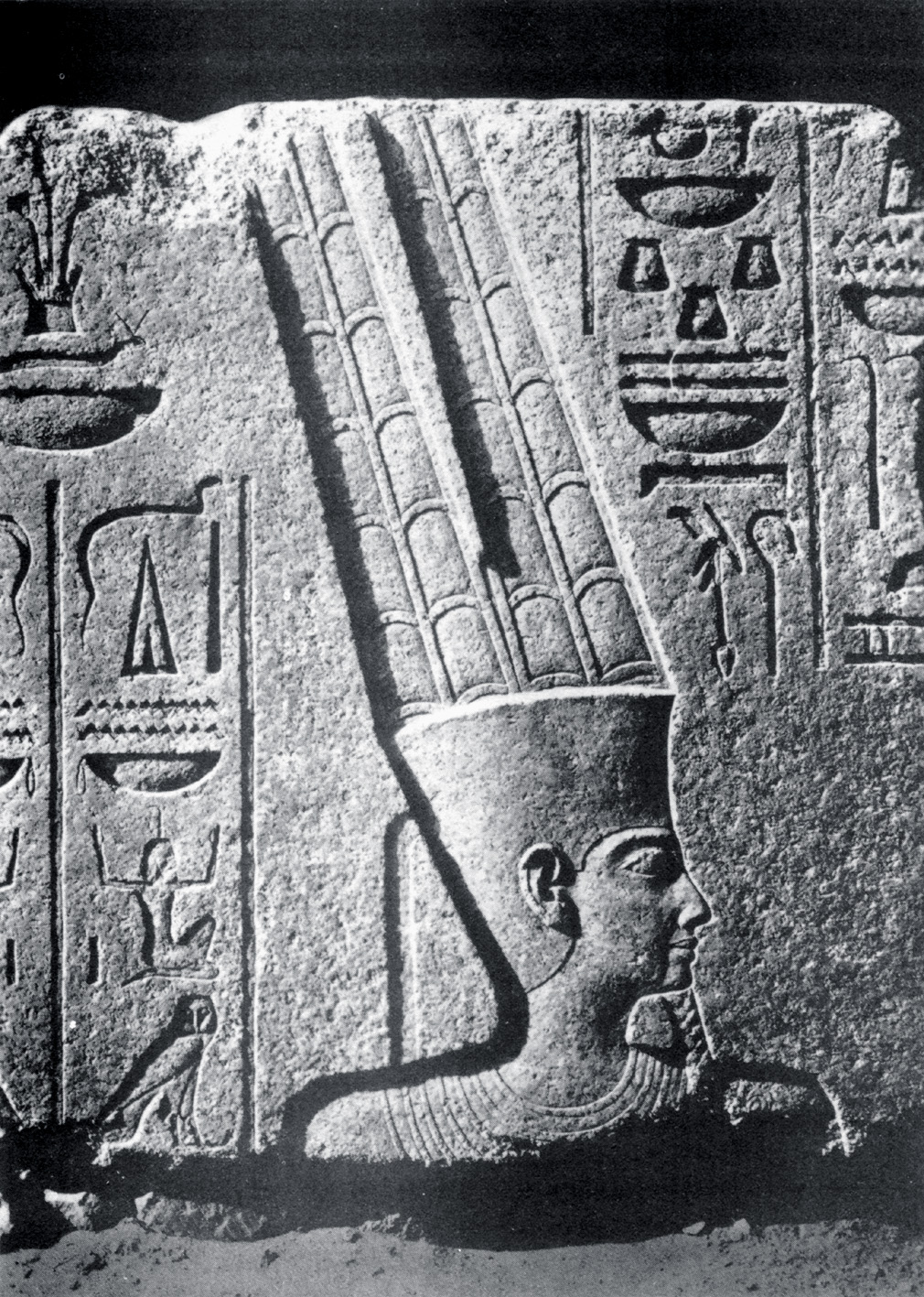
Darstellung des Gottes Amun-Re, dessen Wirken bis nach Vorderasien reichen sollte

Wolfgang Helck vermutete im Reisebericht des Wenamun eine fiktive Schöpfung, deren Zweck es ist, die Macht des Gottes Amun über die Landesgrenzen hinaus zu demonstrieren: „Es wäre dies ein Versuch, die räumlich beschränkte Machtwirkung eines Gottes zur Weltmacht auszuweiten und dies durch eine fiktive, aber sehr realistisch wirkende Erzählung zu ‚beweisen‘.“
Bernd U. Schipper ging davon aus, dass eine mündlich erzählte Geschichte zur Zeit von Scheschonq I. zu einem komplexen Literaturwerk ausgearbeitet wurde. Dabei ging es nicht mehr um einen Tempelbeamten, der Bauholz besorgt, sondern um eine religiös-politische Botschaft: „Dabei ergab die literarische Analyse, dass die Bedeutung des Gottes Amun und seines Wirkens im Text klar in Opposition zum Handeln des menschlichen Gesandten Wenamun entfaltet wird. […] Wenamun muss als menschlicher Gesandter so versagen, damit das Wirken des Gottes Amun-Re umso deutlicher zutage treten kann.“
Wenamun muss schmerzhaft erfahren, dass im syrisch-palästinensischen Raum die faktische Macht nicht mehr bei den Pharaonen liegt, sondern bei lokalen Stadtfürsten, womit der Text in diesem Punkt die tatsächlichen politischen Verhältnisse in diesem Raum zum Ende des Neuen Reichs widerspiegelt. Dem wird jedoch der Herrschaftsanspruch Amuns gegenübergestellt: „Auch wenn die Pharaonen de facto keine Macht mehr in Syrien/Palästina haben, so besteht die des Gottes Amun doch nach wie vor. […] Der Text formuliert letztlich einen religiös-politischen Anspruch, der realpolitisch erst noch eingeholt werden musste.“
Die Kluft zwischen dem damaligen politischen Anspruch Ägyptens und der Wirklichkeit wurde dabei geschickt als Spannungsmoment ausgenutzt. Die Erzählung wurde in der Abfassung bewusst im Spannungsfeld von historischem Bericht, literarischer Erzählung und religiöser und politischer Intention angesiedelt.

### Editionen
- Alan Gardiner: Late-Egyptian Stories. (= Bibliotheca Aegyptiaca. Band 1). Édition de la Fondation égyptologique Reine Élisabeth, Brüssel 1932; 1981 = Reproduktion der Ausgabe von 1932, S. 61–76. (Online, als Zip-File zum Downloaden)
- Wladimir Semjonowitsch Golenischtschew (Wladimir Golénischeff): Papyrus hiératique de la Collection W. Golénischeff, contant la description du voyage en Phénicie. Bouillon, Paris 1899, S. 74–102.
- Михаи́л Алекса́ндрович Коросто́вцев: Путeшecтвиe Ун-Амуна в Библ (Египетский иератический папирус № 120), Государственного музея изобразительных искусств им. А. С. Пушкина, Москва 1960 (Michail Alexandrowitsch Korostowzew: Die Reise des Wenamun nach Byblos. (Ägyptischer hieratischer Papyrus Nr. 120) Staatliches Museum der Schönen Künste. A. S. Puschkin, Moskau 1960.) (online) Insbesondere Kapitel 6 mit Korostowzews hieroglyphischer Transkription und Kapitel 7 mit der photographischen Publikation des hieratischen Textes.
- Georg Möller: Hieratische Lesestücke für den akademischen Gebrauch. 2. Heft. Literarische Texte des Neuen Reiches. Hinrichs, Leipzig 1927; Nachdruck: Akademie-Verlag, Berlin 1961.

### Übersetzungen
- Elke Blumenthal: Altägyptische Reiseerzählungen. Reclam, Leipzig 1982, 1984, S. 27–40 (Übersetzung), S. 47–52 (Anmerkungen).
- Elmar Edel: Der Reisebericht des Wn-’mn. In: Kurt Gallig (Hrsg.): Textbuch zur Geschichte Israels. 2., neubearbeitete Auflage, Mohr Siebeck, Tübingen 1968, S. 41–48.
- Miriam Lichtheim: Ancient Egyptian Literature. Volume II: The New Kingdom. University of California Press, Berkley 1976, ISBN 0-520-03615-8, S. 224–230. (Voransicht des Buches).
- Gerald Moers: Die Reiseerzählung des Wenamun. In: Otto Kaiser: Texte aus der Umwelt des Alten Testaments. (TUAT), Band 3: Weisheitstexte, Mythen und Epen. Lieferung 5. Mythen und Epen. Mohn, Gütersloh 1995, ISBN 3-579-00082-9, S. 912–921.
- Edward F. Wente, in: William K. Simpson (Hrsg.): The Literature of Ancient Egypt. An Anthology of Stories, Instructions, Stelae, Autobiographies, and Poetry. Yale University Press, Cairo 2003, ISBN 977-424-817-1, S. 116–124 (Online).
- Bernd U. Schipper: Die Expedition des Wen-Amūn (1071?). In: Manfred Weippert (Hrsg.): Historisches Textbuch zum Alten Testament (= Grundrisse zum Alten Testament. Das Alte Testament Deutsch, Ergänzungsreihe. Band 10). Vandenhoeck & Ruprecht, Göttingen 2010, ISBN 978-3-525-51693-5, S. 214–223.

### Allgemeiner Überblick
- Günter Burkard, Heinz J. Thissen: Einführung in die Altägyptische Literaturgeschichte II. Neues Reich. Lit, Münster 2008, 2009, ISBN 3-8258-0987-0.
- Hans Goedicke: The Report of Wenamun. Johns Hopkins Press, Baltimore 1975, ISBN 0-8018-1639-4.
- Wolfgang Helck: Artikel Wenamun. In: Wolfgang Helck, Wolfhart Westendorf (Hrsg.): Lexikon der Ägyptologie. Band VI. Harrassowitz, Wiesbaden 1986, Spalte 1215–1217.
- Gabriele Höber-Kamel: Die Abenteuer des Wen-Amun. In: Kemet. Nr. 9, Berlin 2000, ISSN 0943-5972.
- M. A. Коростовцев: Путeшecтвиe Ун-Амуна в Библ. (Египетский иератический папирус № 120), Государственного музея изобразительных искусств им. А. С. Пушкина, Москва 1960 (M. Korostowzew: Die Reise des Wenamun nach Byblos. (Ägyptischer hieratischer Papyrus Nr. 120) Staatliches Museum der Schönen Künste. A. S. Puschkin, Moskau 1960.) (online).
- Antonio Loprieno (Hrsg.): Ancient Egyptian Literature. History and Forms (= Probleme der Ägyptologie. Band 10). Brill, Leiden/ New York/ Köln 1996, ISBN 90-04-09925-5 (Voransicht des Buches).
- Bernd U. Schipper: Die Erzählung des Wenamun – Ein Literaturwerk im Spannungsfeld von Politik, Geschichte und Religion (= Orbis biblicus et orientalis. (OBO) Nr. 209). Freiburg 2005, ISSN 1015-1850. (Online)

### Einzelfragen
- John Baines: On Wenamun as a Literary Text. In: Jan Assmann, Elke Blumenthal (Hrsg.): Literatur und Politik im pharaonischen und ptolemäischen Ägypten. Vorträge der Tagung zum Gedenken an Georges Posener 5.-10. September 1996 in Leipzig. Institut français d'archéologie orientale (IFAO), Kairo 1999, ISBN 2-7247-0251-4.
- John Baines: On the background of Wenamun in inscriptional genres and in topoi of obligations among rulers. In: Günter Burkard, Dieter Kessler u. a.: Texte, Theben, Tonfragmente. Festschrift für Günter Burkard (= Ägypten und Altes Testament. Band 76). Harrassowitz, Wiesbaden 2009, ISBN 978-3-447-05864-3.
- Jürgen von Beckerath: Tanis und Theben. Historische Grundlagen der Ramessidenzeit in Ägypten (= Ägyptologische Forschung. Band 16). Augustin, Glückstadt 1951.
- Arno Egberts: Hard Times: The Chronology of “The Report of Wenamun” Revised. In: Zeitschrift für ägyptische Sprache und Altertumskunde. Nr. 125, 1998, S. 93–108. (Online).
- Christopher J. Eyre:  Irony in the Story of Wenamun: the Politics of Religion in the 21st Dynasty. In: Jan Assmann, Elke Blumenthal (Hrsg.): Literatur und Politik im pharaonischen und ptolemäischen Ägypten. Vorträge der Tagung zum Gedenken an Georges Posener 5.-10. September 1996 in Leipzig (= Bibliothèque d'Étude. Band 127). Publication de l'Institut Français d'Archéologie Orientale du Caire (IFAO), Kairo 1999, S. 235–252.
- Adolf Erman: Eine Reise nach Phönizien im 11. Jahrhundert v.Chr. In: Zeitschrift für ägyptische Sprache und Altertumskunde. Nr. 38, Berlin 1900, S. 1–14. ISSN 0044-216X (Online).
- Wladimir Semjonowitsch Golenischtschew (Wladimir Golénischeff): Offener Brief an Herrn Professor G. Steindorff. In: Zeitschrift für ägyptische Sprache und Altertumskunde. Nr. 40, Berlin 1902/1903, ISSN 0044-216X.
- W. Голенищев: Гиератический папирус из коллекции В. Голенищева, содержащий отчет о путешествии египтянина Уну-Амона в Финикию (Сборник статей учеников профессора В. Р. Розена). 1897. (Wladimir Golenischtschew: Hieratischer Papyrus aus der Sammlung des W. Golénischeff, einen Bericht der Reise des ägyptischen Wenamun nach Phönizien enthaltend. Zusammenstellung von Artikeln von Studenten des Professors W. R. Rosen. Petersburg 1897.)
- Ronald J. Leprohon: What Wenamun Could Have Bought: The Value of his Stolen Goods. In: G. N. Knoppers, A. Hirsch (Hrsg.): Egypt, Israel, and the Ancient Mediterranean World. Studies in Honor of Donald B. Redford. Brill, Leiden 2004, S. 167–77, (Online (Memento vom 26. Juli 2004 im Internet Archive); PDF; 37 kB).
- Antonio Loprieno: Topos und Mimesis. Zum Ausländer in der ägyptischen Literatur. Harrassowitz, Wiesbaden 1988, ISBN 3-447-02819-X.
- Antonio Loprieno: Travel and Fiction in Egyptian Literature. In: D. O’Connor, S. Quirke (Hrsg.): Mysterious Lands (= Encounters with Ancient Egypt.). University College, London 2003, ISBN 978-1-84472-004-0.
- Gerald Moers: Der Aufbruch ins Fiktionale. Reisemotiv und Grenzüberschreitung in Erzählungen des Mittleren und Neuen Reiches. Brill, Leiden 1996, 2001, ISBN 90-04-12125-0 (Größtenteils online).
- Benjamin Sass: Wenamun and his Levant – 1075 BC or 925 BC? In: Ägypten und Levante. Nr. 12, Wien 2002, ISSN 1015-5104 (Online).
- Renaud de Spens: Droit international et commerce au début de la XXIe dynastie. Analyse juridique du rapport d'Ounamon. In: N. Grimal, B. Menu (Hrsg.): Le commerce en Egypte ancienne (=Bibliothéque d'étude. [BdE] Band 121). Kairo 1998, S. 105–126, (Online).
- Б. А. Тураев: Египетская литература. 1920 (Boris Alexandrowitsch Turajew: Ägyptische Literatur. 1920.).
- Anja Wieder: Altägyptische Erzählungen. Form und Funktion einer literarischen Gattung. Promotionsschrift im Fach Ägyptologie, Philosophische Fakultät an der Ruprecht Karls-Universität, 9. Juli 2007. (Online).